# Michael Hofstetter
Michael Hofstetter (Monaco di Baviera, 6 settembre 1961) è un direttore d'orchestra tedesco.
È stato direttore principale del festival Ludwigsburger Schlossfestspiele dal 2005 al 2012, e da allora è stato Generalmusikdirektor di Gießen. Ha lavorato a livello internazionale in importanti teatri e festival. È considerato un esperto di esecuzione storicamente informata, che ha riscoperto e registrato opere eseguite raramente.

## Carriera
Nato a Monaco, Hofstetter ha studiato organo, pianoforte e direzione presso il Conservatorio Richard Strauss nella sua città natale. Ha lavorato come maestro di cappella allo Staatstheater di Wiesbaden. È stato direttore principale del festival Ludwigsburger Schlossfestspiele dal 2005 al 2012, dove si è esibito e ha registrato opere raramente eseguite, tra cui l'opera Les Danaïdes di Antonio Salieri nel 2006 e nel 2008 la première di Liebe und Eifersucht di E.T.A. Hoffmann che non era mai stata eseguita durante la vita del compositore. Lì diresse Il trovatore di Verdi in una produzione del 2011 con strumenti d'epoca. Una recensione rilevò che: "i ritmi ben scelti di Michael Hofstetter, il fraseggio elegante ma non banale e il controllo preciso della dinamica sospingono l'opera con vera eccitazione". Dal 2006 al 2012 è stato direttore principale dello Stuttgarter Kammerorchester, dirigendo anteprime di opere di Moritz Eggert e Helmut Oehring. A partire dal 2012 è stato Generalmusikdirektor al Theater Gießen. Dal 2012 al 2017 è stato anche direttore principale dell'orchestra Großes Orchester Graz.
Hofstetter fu professore di direzione d'orchestra e Musica antica presso la Hochschule für Musik Mainz. È considerato un esperto di esecuzioni storicamente informate. Si è esibito a livello internazionale in teatri come l'Hamburgische Staatsoper, l'Opera di Stato della Baviera, la Staatsoper Stuttgart, la Deutsche Oper Berlin, la Staatsoper Hannover, il Gran Teatre del Liceu a Barcellona e la Canadian Opera Company a Toronto e inoltre in vari festival, tra cui lo Styriarte a Graz il Festival di Salisburgo.
Ha lavorato regolarmente all'Händel-Festspiele Karlsruhe dal 1999, compresa Partenope nel 2011. Alla Houston Grand Opera ha diretto una produzione di Béatrice et Bénédict di Berlioz nel 2008 e Fidelio di Beethoven nel 2012. Ha diretto Le nozze di Figaro di Mozart alla Welsh National Opera di Cardiff nel 2009 e La traviata di Verdi alla English National Opera di Londra nel 2013, messa in scena da Peter Konwitschny.
Hofstetter è stato nominato più volte direttore dell'anno, per il Tristano e Isotta di Wagner all'Opernhaus Dortmund nel 2000, per la Didone abbandonata di Hasse al Prinzregententheater di Monaco nel 2011 e nel 2013 per il suo lavoro come Generalmusikdirektor a Gießen che incluse l'Agrippina di Händel e Il franco cacciatore di Weber.

## Premi
- Robert-Stolz-Medaille (Gold)[7]
- Horst-Stein-Preis[7]